# Liste der Biografien/Andel
Liste der Biografien |
Portal Biografien |
Personensuche
# |
A |
B |
C |
D |
E |
F |
G |
H |
I |
J |
K |
L |
M |
N |
O |
P |
Q |
R |
S |
T |
U |
V |
W |
X |
Y |
Z |
?
 
Aa |
Ab |
Ac |
Ad |
Ae |
Af |
Ag |
Ah |
Ai |
Aj |
Ak |
Al |
Am |
An |
Ao |
Ap |
Aq |
Ar |
As |
At |
Au |
Av |
Aw |
Ax |
Ay |
Az
 
Ana–Anc |
And |
Ane |
Anf |
Ang |
Anh |
Ani |
Anj |
Ank |
Anl |
Anm |
Ann |
Ano |
Anp |
Anq |
Anr |
Ans |
Ant–Anz
 
Anda |
Ande |
Andh |
Andi |
Andj |
Andl |
Ando |
Andr |
Ands |
Andu |
Andy |
Andz
 
Andec |
Andel |
Andem |
Anden |
Andeo |
Ander |
Andes |
Andew |
Andex
Die Liste der Biografien führt alle Personen auf, die in der deutschsprachigen Wikipedia einen Artikel haben. Dieses ist eine Teilliste mit 10 Einträgen von Personen, deren Namen mit den Buchstaben „Andel“ beginnt.

## Andel
- Andel, Horst J. (1933–2001), deutscher Journalist
- Andel, Jan van (1877–1973), niederländischer Generalleutnant
- Anděl, Karel (1884–1947), tschechischer Selengraph und Mitbegründer der Tschechischen astronomischen Gesellschaft
- Andel, Norbert (1935–2022), deutscher Finanzwissenschaftler
- Anděl, Rudolf (1924–2018), tschechischer Historiker und Pädagoge

### Andele
- Andelén, Anneli (* 1968), schwedische Fußballspielerin

### Andelf
- Andelfingen, Bonaventura von, deutscher Mönch und Maler
- Andelfinger, Karl (* 1828), deutscher Bildhauer
- Andelfinger, Thomas (* 1964), deutscher Jazzgitarrist und Komponist

### Andelo
- Andělová-Weisová, Karla (1908–1984), tschechische Schneiderin, Gerechte unter den Völkern